# Bouya Omar
Bouya Omar (en àrab بويا عمر, Būyā ʿUmar; en amazic ⴱⵓⵢⴰ ⵄⵓⵎⴰⵕ) és una comuna rural de la província d'El Kelâa des Sraghna, a la regió de Marràqueix-Safi, al Marroc. Segons el cens de 2014 tenia una població total de 14.154 persones.